# الجيوب القبرصية التركية

خريطة عرقية لقبرص في عام 1973
القبارصة اليونانيون
الجيوب القبرصية التركية
القواعد العسكرية البريطانية

كان القبارصة الأتراك يسكنون الجيوب القبرصية التركية بين أحداث العنف الطائفي في 1963-1964 والغزو التركي لقبرص عام 1974.

## الأحداث التي أدت إلى إنشاء الجيوب
في ديسمبر 1963، اقترح رئيس جمهورية قبرص، رئيس الأساقفة مكاريوس، مستشهداً بتكتيكات القبارصة الأتراك الهادفة إلى عرقلة سير العمل الطبيعي للحكومة، عدة تعديلات على دستور ما بعد الاستعمار لعام 1960. هذا أدى إلى أزمة بين الأغلبية القبرصية اليونانية والأقلية القبرصية التركية، وانتهى تمثيل القبارصة الأتراك في الحكومة. طبيعة هذا الحدث مثيرة للجدل. ويزعم القبارصة اليونانيون أن القبارصة الأتراك انسحبوا طوعاً من مؤسسات جمهورية قبرص، في حين أن رواية القبارصة الأتراك تفيد بأن القبارصة الأتراك قد استُبعدوا قسراً.
بعد رفض تركيا للتعديلات الدستورية المقترحة في 16 ديسمبر 1963، اندلع العنف الطائفي على مستوى الجزيرة. يدعي السرد القبرصي التركي أن 103 إلى 109 من قرى القبارصة الأتراك أو القرى المختلطة قد تعرضت للهجوم وأن 25.000 إلى 30.000 من القبارصة الأتراك أصبحوا لاجئين. يزعم القبارصة اليونانيون أن منظمة القبارصة التركية شبه العسكرية قد شجعت العديد من القبارصة الأتراك أو أجبرتهم على مغادرة قراهم، وكانت ترغب في حصر الأقلية التركية في قرى أكبر لإنشاء تقسيم على الأرض واستعدادًا لتدخل عسكري متوقع من تركيا، الذي من شأنه ختم التقسيم. تظهر الأرقام الرسمية أنه خلال القتال بين 21 ديسمبر 1963 و10 أغسطس 1964، قُتل 364 من القبارصة الأتراك و174 من القبارصة اليونانيين.

## الوضع في الجيوب
نظرًا لأن الجيوب المنتشرة في جميع أنحاء الجزيرة اعتبرها القبارصة اليونانيون معسكرات مسلحة تهدف إلى تقويض الدولة وتمهيد الطريق لغزو تركي، فُرضت قيود على من وما يمكن أن يدخل منها ويخرج منها. ومع ذلك، سرعان ما أدركت الحكومة القبرصية أن هذه القيود كانت في الواقع ذات نتائج عكسية وخدمت الهدف التركي المتمثل في زيادة العداء بين القبارصة اليونانيين والأتراك، وخلق تقسيم بحكم الأمر الواقع وإبعاد القبارصة الأتراك عن جمهورية قبرص. وهكذا، بعد عام 1967، تم تخفيف القيود المفروضة على الجيوب وبدأ العديد من القبارصة الأتراك، على الرغم من معارضة منظمة المقاومة التركية، في العودة إلى القرى التي تركوها في عام 1963.[بحاجة لمصدر]

### حظر البضائع
حظرت جمهورية قبرص حيازة بعض الأصناف من قبل القبارصة الأتراك ودخول هذه العناصر إلى الجيوب. بالنسبة لحكومة الجزيرة، كانت هذه القيود تهدف إلى الحد من الأنشطة العسكرية للقبارصة الأتراك، لكن القبارصة الأتراك يزعمون أنها كانت تهدف أيضًا إلى خنق النشاط الاقتصادي وإجبار القبارصة الأتراك على قبول الهيمنة السياسية للقبارصة اليونانيين. فيما يلي قائمة بالعناصر المحظورة اعتبارًا من 7 أكتوبر 1964، وفقًا لتقرير صادر عن الأمين العام للأمم المتحدة:
| * المركم بطارية مختزنة - نترات الأمونيوم - زاوية حديد - قطع غيار سيارات - أكياس - الكابلات - شبكة التمويه - خراطيش وبندقية - أسمنت - معدن مكسر - صخرة محطمة | * صواعق كهربائية - المتفجرات - وقود بكميات كبيرة - الجلفانومتر - أوتاد حديدية - أعمدة وقضبان حديدية - قماش بلون الكاكي - أجهزة كشف الألغام - أجهزة الراديو - صمامات أمان - رمل | * مسمارالأحذية - كبريت - هواتف - الخيام ومواد الخيام - ألواح فولاذية سميكة - الأخشاب - الإطارات - الأسلاك بما في ذلك الأسلاك الشائكة - قواطع للاسلاك - الملابس الصوفية (إذا كان من الممكن استخدامها عسكريًا) |

### القيود المفروضة على السفر
كان الخوف من أن القبارصة الأتراك قد انخرطوا في حشد عسكري بالأسلحة والرجال المهرَّبين من تركيا وراء القيود التي فرضتها الحكومة القبرصية على حرية تنقل القبارصة الأتراك في الفترة 1963-1967. ارتكبت الشرطة القبرصية اليونانية ما أسماه الأمين العام للأمم المتحدة «عمليات تفتيش مفرطة»،  بينما ادعى القبارصة الأتراك أنهم تعرضوا لمضايقات من قبل ضباط القبارصة اليونانيين في نقاط المراقبة والمطارات والمكاتب الحكومية. كما أشار الأمين العام إلى مخاوفه بشأن الاعتقال والاحتجاز التعسفيين. ومع ذلك، في تقريره إلى مجلس الأمن التابع للأمم المتحدة في 6 مارس 1964، أوضح الأمين العام يو ثانت أيضًا أن:
وقد التزم قادة القبارصة الأتراك بموقف صارم ضد أي تدابير قد تنطوي على أن يعيش أفراد الطائفتين ويعملون معًا، أو قد تضع القبارصة الأتراك في مواقف يتعين عليهم فيها الاعتراف بسلطة وكلاء الحكومة. في الواقع، بما أن القيادة القبرصية التركية ملتزمة بالفصل المادي والجغرافي بين الطوائف كهدف سياسي، فليس من المرجح أن تشجع أنشطة القبارصة الأتراك التي يمكن تفسيرها على أنها تدل على مزايا سياسة بديلة. وكانت النتيجة على ما يبدو سياسة متعمدة للعزل الذاتي من قبل القبارصة الأتراك. 

### الوضع الاقتصادي
شهدت سياسة الفصل الذاتي هذه اتساعًا في التفاوتات الاقتصادية بين المجتمعين. وبينما استفاد الاقتصاد القبرصي اليوناني من ازدهار قطاعي السياحة والتمويل، ازداد فقر القبارصة الأتراك وزادت البطالة.

## قائمة الجيوب القبرصية التركية
- كوكينا (إرينكوي)
- ليمنيتس (يسيلاماك)
- ليفكا (ليفكي)
- ليفكوسيا-أجيرتا
- تساتوس (تزياوس / سيردارلي)
- جالينوبورني (كوروفا)
- كوفينو (جيجيتكال)
- لوروجينا (أكينجيلار)
- أنغوليمي (غازيفرين)
- بيرغاموس (بيارمودو)

الجيوب الصغيرة داخل المدن الرئيسية:
- بافوس (موتالوس / القصبة)
- لارنكا (إسكيل)
- فاماغوستا (ماغوزا / سوريسي)